# Protéines E6-E7 du virus du papillome humain
Le virus du papillome humain (VPH) est responsable de près de 5 % de tous les cancers humains, ce qui représente le tiers de ceux induits par des virus. Il semble cependant que certaines souches du virus soient considérées à haut risque cancérigène (VPH-16) principalement par la présence de certains polymorphismes dans les produits des gènes précoces E6-E7. En effet, ces oncoprotéines semblent être assez bien conservées dans la plupart des types de VPH et souvent facilement identifiables par de simples tests de détection. L’expression de ces oncoprotéines est généralement une étape essentielle pour le développement et la mise en place d’un phénotype malin. La fréquence d’intégration du virus dans l’ADN semble aussi être proportionnelle à la sévérité de la maladie. Les protéines E6-E7 sont responsables du développement de plusieurs stratégies afin d’échapper à la surveillance du système immunitaire et de supporter la persistance du virus. D’autant plus, ces protéines rendent plus permissives les mutations et dommages dans l’ADN, l’altération du cycle cellulaire et un contrôle de l’apoptose par différents mécanismes.

## Propriétés transformantes de E6
Le gène E6 code une protéine de 151 acides aminés dont la caractéristique structurale majeure, conservée dans tous les types de VPH, est la présence de 2 doigts de zinc atypiques comprenant 2 cystéines à la base de chacun. Parmi ces propriétés cancérigènes, le meilleur attribut de E6 est son habileté à induire la dégradation de la protéine suppresseur de tumeur P-53 via la voie de l’ubiquitine et le protéasome. Parallèlement, l’oncoprotéine augmente l’expression d’inhibiteur d’apoptose tel c-IAP2 afin de promouvoir la survie de la cellule infectée. De même, elle active la transcription de hTERT le gène codant la sous unité catalytique du complexe télomérase favorisant ainsi une prolifération illimitée des cellules infectées. De plus, elle interfère dans la différenciation cellulaire et la progression du cycle cellulaire. E6 semble agir directement sur la transition G1/S dans le cycle cellulaire, favorisant encore une fois la prolifération. Dans le même ordre d’idée, cette oncoprotéine a la propriété de cibler et moduler l’action de différents membres de la famille des guanylates kinases associés à la membrane (MAGUK) par la liaison de son motif PDZ. Par ailleurs, ce motif présent au niveau c-terminal de la protéine E6 est présent uniquement dans les souches à haut risque cancérigène. Cette association mène à la dégradation des protéines cellulaires ayant comme conséquence la perte des contacts entre les cellules via les différentes jonctions et la polarité cellulaire, favorise le développement d'un phénotype malin. Notamment, plusieurs autres interactions de E6 avec certaines protéines intracellulaires sont reportées et ne sont pas toutes bien comprises à ce jour.

## Propriétés transformantes de E7
Le gène E7 code une phosphoprotéine de 98 acides aminés qui semble être vraiment efficace pour dérégler complètement le cycle cellulaire. L’oncoprotéine est impliquée dans la liaison et la dégradation de la protéine suppresseur de tumeur rétinoblastome (Rbp= protéine du rétinoblastome) et ses partenaires p107 et p130, toutes trois fortement impliquées dans la régulation du cycle cellulaire via différents intermédiaires. D’abord, E7 favorise la libération de E2F, du complexe régulateur Rb-E2F via différents moyens, permettant ainsi la transcription de gènes responsables de la progression du cycle cellulaire. De plus, l’oncoprotéine, via une association avec le complexe AP1 stimule l’activité transcriptionnelle. Parallèlement, elle se lie à plusieurs protéines impliquées dans la machinerie de transcription modulant ainsi leur activité en sa faveur. Dans le même ordre d’idée, E7 a le pouvoir de s’associer avec p21 et p27 neutralisant leur effet inhibiteur sur le cycle cellulaire. En résumé, toutes ses activités ont pour but de soutenir la prolifération continue des cellules, favorisant encore une fois le développement d'un phénotype malin.

## Rôle de E6-E7 dans la modulation du système immunitaire
Des découvertes récentes ont démontré que E6 et E7 modulent la réponse immune innée via l’interaction avec la famille des récepteurs de type Toll. En effet, ils en inhibent  l’expression de certains  récepteurs (toll-like 9) pouvant reconnaitre des séquences d’ADN étranger. Ensuite, par son interaction avec le facteur régulateur d’interféron 3 (IRF-3), E6 inhibe la transcription de l’interféron β (IFN β) qui est ordinairement exprimé en réponse à une infection virale. De plus, E7 est impliquée dans la fuite de la surveillance immune par la liaison avec IRF-1 prévenant la transcription d’interféron β et α (IFN β et IFN α). Dans un autre ordre d’idée, E6 réduit l’expression membranaire des protéines d’adhésion tel les cadherines limitant ainsi la présentation d’antigènes aux cellules de surveillance immune. De son côté, l’oncoprotéine E7 entraîne une suppression de la réponse cytotoxique via une réduction de l’expression des transporteurs associés a la protéine antigène 1(TAP1). Cette dernière molécule, essentielle dans la voie d'apprêtement et de présentation de l'antigène engendre subséquemment une diminution de l’expression du complexe CMH (Complexe majeur d'histocompatibilité) de classe I. Finalement, ces oncogènes sont impliqués dans la dérégulation de l’expression des cytokines et chémokines, des molécules importantes dans la mise en place d’une réponse immune efficace. E6-E7 diminuent aussi l’expression du Facteur de nécrose tumorale α (TNFα) une cytokine pro inflammatoire et parallèlement diminue l’expression de la molécule anti-inflammatoire interleukine 10 (IL10),  limitant ainsi la migration des cellules immunitaires au niveau du site d’infection.

## Prévention par la vaccination
En fait, ce sont principalement les variations à l’intérieur des gènes E6 et E7 qui influencent l’activité oncogénique du virus. Ces mutations interfèrent dans ses activités cancérigènes et permettent une classification selon son potentiel oncogène soit un risque faible ou élevé. C'est pourquoi ces protéines ont été considérées comme cible pour la vaccination, en les modifiant afin d’obtenir une protection en se fondant sur le génotype des virus à faible potentiel oncogène. Plusieurs essais furent réalisés et certains ont été plus positifs que d’autres. Par exemple, la fusion au niveau de l’extrémité 3’ du gène E6 avec le β-glycuronidase de ε.Coli augmente l’immunogénicité donc la réponse immune tout en diminuant la croissance de la tumeur. Dans d’autres cas, les chercheurs ont aboli le site de clivage au niveau 5’ d’un des 2 introns de l’oncogène E6 produisant une protéine de forme divergente. Cette méthode élimine l’expression du transcrit tronqué et mène à la production de la protéine E6 pleine longueur. Le résultat ne fut pas un succès puisque cette forme de E6 diminue l’immunogénicité possiblement par la substitution d’un épitope immunogène dominant en abolissant le site de clivage. Certaines séquences d’acides aminés (14-34 ou 45-68 de E6) sont plus immunodominantes par leur capacité élevée de liaison avec plusieurs molécules de classe I et II du CMH (Complexe majeur d'histocompatibilité). Tout ceci permet une plus grande possibilité de présentation d’antigènes étrangers et une réponse immunitaire à médiation cellulaire plus importante. Dans un autre ordre d’idée, 2 mutations dans E6 prévenant la médiation de p-53 à la dégradation donnaient un excellent résultat in vitro. Cependant, in vivo, ces mutations inhibaient la médiation à la dégradation de p-53  mais diminuaient l’immunogénicité. Ou encore, la substitution de 3 acides aminés et la fusion d’une partie de gène au niveau du site de liaison de E7 avec Rb stimule l’immunité. Cependant, la majorité des cibles vaccinales est plutôt concentrée sur E6 par sa présence importante dans toutes les cellules cancéreuses.

## Sources
- Ingrid Polàkovà, Dana Pokornà, Martina Duskovà, Michal Smahel "DNA vaccine against human papillomavirus type 16: Modifications of the E6 oncogene"
- I.Bourgault Villada, M.Moyal Barracco, S.Berville, M.L.Bafounta, C.Longvert, V.Prémel, P.Villefroy, E.Jullian, T.Clerici, B.Paniel, B.Maillère, J.Choppin and J.G.Guillet "Human papillomavirus 16-specific T cell responses in classic HPV-related vulvar intra-epithelial neoplasia. Determination of strongly immunogenic regions from E6 and E7 proteins"
- Raffaella Ghittoni, Rosita Accardi, Uzma Hasan, Tarik Gheit, Bakary Sylla, Massimo Tommasino "The biological properties of E6 and E7 oncoproteins from human papillomaviruses
- Valeria Cento, Massimo Ciccozzi, Luigi Ronga, Carlo Federico Perno and Marco Ciotti " Genetic Diversity of Human Papillomavirus type 16 E6, E7, and L1 Genes in Italian Women with different grades of cervical lesions"